# Magnus VI
Magnus Håkonsson —Magnús Hákonarson en nòrdic antic— (1 de maig del 1238 – 9 de maig del 1280) fou rei de Noruega (com Magnus VI) de 1263 a 1280 (rei de jove de 1257). Un de les seves consecucions més grans va ser la modernització i unificació de la llei noruega, pel que després ha estat conegut com a Magnus el Legislador (Magnús lagabœtir en nòrdic antic, Magnus Lagabøte en noruec). Fou el primer monarca noruec a fer servir l'ordinal, tot i que al principi fent servir el IV.

## Joventut
Fou el fill petit del rei Håkon Håkonsson i la seva muller Margaret Skuladotter. Va néixer a Tønsberg i va ser batejat el maig del 1238. Passà la majoria de la seva joventut a Bergen. El 1257 el seu germà gran Håkon morí, deixant a Magnus com a hereu aparent del regne. El seu pare li va donar el títol de rei el mateix any. L'11 de setembre de 1261, es casà amb la princesa danesa Ingeborg, filla del rei danès Erik Plogpenning, després de ser pràcticament segrestada pels homes del rei Håkon del monestir on vivia. Més tard, la lluita per reclamar l'herència d'Ingeborg del seu pare assassinat va implicar a Noruega en conflictes intermitents amb Dinamarca a les següents dècades. Magnus i Ingeborg foren coronats just després del casament, i Magnus rebé Ryfylke com a possessió personal. El 16 de desembre de 1263 el rei Håkon morí lluitant contra el rei escocès a les Hèbrides, i Magnus esdevingué el governant de Noruega.

## Política exterior
El regnat de Magnus portà un canvi envers les agressives polítiques exteriors del seu pare. El 1266 donà les Hèbrides i l'illa de Man a Escòcia a canvi d'una suma gran de plata i un pagament anual, sota el Tractat de Perth, pel qual els escocesos reconeixien el domini noruec sobre les Shetland i les Òrcades. El 1269 el Tractat de Winchester cimentà les bones relacions amb el rei Enric III d'Anglaterra. Magnus també mantingué bones relacions amb el rei suec Valdemar Birgersson, cap als anys 1260 es fixà oficialment per primer cop la frontera amb Suècia. Quan Valdemar va ser deposat pels seus dos germans i fugí a Noruega el 1275, això motivà a Magnus a reunir una flota leidang l'únic cop durant el seu regnat. Amb una flota gran, es trobà amb el nou rei suec Magnus Ladulås provant d'arribar a un acord entre els dos germans sense èxit, Magnus de Suècia no cedí a la pressió i Magnus de Noruega marxà sense entrar en accions hostils.

## Polítiques internes

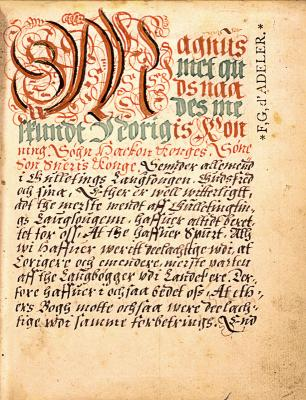
Pàgina de la llei nacional (Landslov) de Magnus

En política interna Magnus va dur a terme un fort esforç per a modernitzar el codi legislatiu, del que va rebre el seu epítet el legislador. Aquests van ser adoptats als thing dels anys 1274 (Landslov) i 1276 (Byloven). El 1274 promulgà una nova llei nacional, un codi legislatiu unificat aplicable arreu del país, incloent les illes Fèroe i Shetland. Aquest va reemplaçar les diverses lleis regionals que existien fins llavors. Fou suplementat per una nova llei municipal (una llei per a les ciutats) el 1276, i també es feu una versió lleugerament modificada per a Islàndia. Un codi legislatiu unificat per tot un país era en aquell temps fet innovador, introduït només a Sicília i Castella. El seu codi va introduir el concepte que el delicte és una ofensa contra l'estat més que contra l'individu reduint d'aquesta manera les possibilitats de la venjança personal. Va augmentar el poder formal del rei, fent el tron la font de justícia. La llei municipal va donar a les ciutats un augment de les llibertats respecte al camp. Una secció específica estipulà la llei de successió al tron, d'acord amb la norma instituïda pel rei Håkon Håkonsson el 1260.

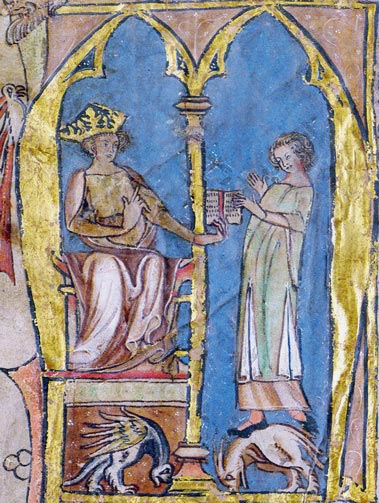
Magnus donant la seva llei nacional a un representant de la llei, il·luminació del al Codex Hardenbergianus

La successió reial era un assumpte important i espinós, la darrera de les guerres civils, lliurada durant dècades sobre les disputes successòries al tron, acabà l'any 1240. El 1273 Magnus va donar al seu fill gran, de cinc anys Eric, el títol de rei, i al seu germà petit Håkon el títol de duc, sense deixar dubtes de quina seria la successió reial.
Tot i que Magnus era segons les cròniques un rei molt pietós, la seva obra en els codis legals el dugueren a un conflicte amb l'arquebisbe, que s'oposaven a l'autoritat temporal sobre l'església, i tractava de preservar la influència de l'església sobre el regne. La concòrdia de Tønsberg (Sættargjerden in Tønsberg) signada el 1277 entre el rei Magnus i Jon Raude, Arquebisbe de Nidaros, va confirmar l'assegurament dels privilegis del clergat, la llibertat en les eleccions episcopals i temes similars. L'església va conservar una independència considerable en els afers judicials, però abandonaren la seva antiga reclamació vella que el regne noruec era un feu en última instància sota l'autoritat de l'Església catòlica.
En termes culturals Magnus va continuar la política del seu pare d'introduir la cultura de les corts europees a Noruega. El 1277 va reemplaçar els antics títols nòrdics lendmann i skutilsvein pels títols de baró i riddar (cavaller), alhora donant-los certs privilegis extres i el dret de rebre el tractament de senyor (herra). Magnus fos probablement també el primer rei noruec en usar un nombre ordinal - es va anomenar "Magnus IV" sense incloure en el còmput reial a Magnus Haraldsson (II) i Magnus Sigurdsson (IV). Immediatament després de la mort del seu pare, va encarregar a l'islandès Sturla Þórðarson que escrigués la saga (biografia) del seu pare. El 1278 també li encarregà d'escriure la seva pròpia saga. La Magnúss saga lagabœtis fou la darrer a de les sagues reials de la Noruega medieval; malauradament només s'ha conservat un fragment curt d'aquesta.

## Mort i llegat
La primavera del 1280 Magnus va caure malalt a Bergen i va morir el 9 de maig. Magnus havia fet coronar rei al seu fill Eric governant conjuntament, i Eric esdevingué rei als 12 anys. El poder real va caure a un cercle de consellers, controlats o afins a la reina Ingeborg, muller de Magnus. Magnus fou recordat com un bon governant, que governà amb la llei més que amb l'espasa. Alguns historiadors moderns l'han considerat un rei dèbil, cedint les Hèbrides i cedint a les demandes de l'església, però d'altres consideren aquestes polítiques assenyades, estalviant al regne guerres infructuoses i innecessàries a l'estranger, conservant l'estabilitat al seu país. Magnus fou enterrat a l'església del convent franciscà de Bergen, que fou convertit al segle xvi en la catedral de Bergen (Bergen Domkirke).